# Contea di Hengnan
La contea di Hengnan (衡南县S, Héngnán XiànP) è una contea della Cina, situata nella provincia di Hunan e amministrata dalla prefettura di Hengyang.